# 皇宫-卢浮宫博物馆站
皇宫-卢浮宫博物馆站（法語：Palais Royal - Musée du Louvre）是巴黎地鐵的車站，以附近的巴黎皇家宮殿及卢浮宫博物馆來命名，1900年通車。

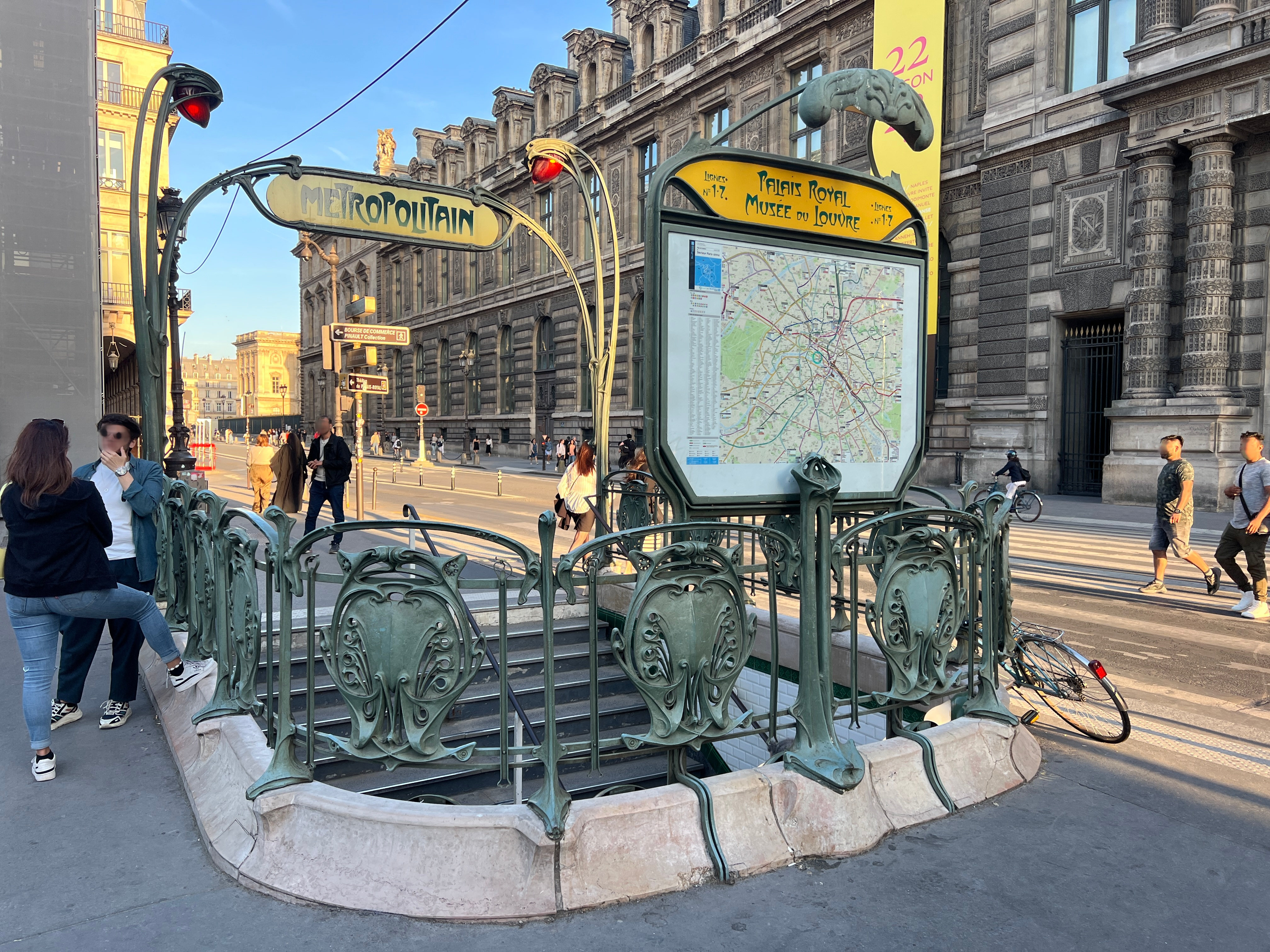
皇宮廣場上的入口 (2024年8月)

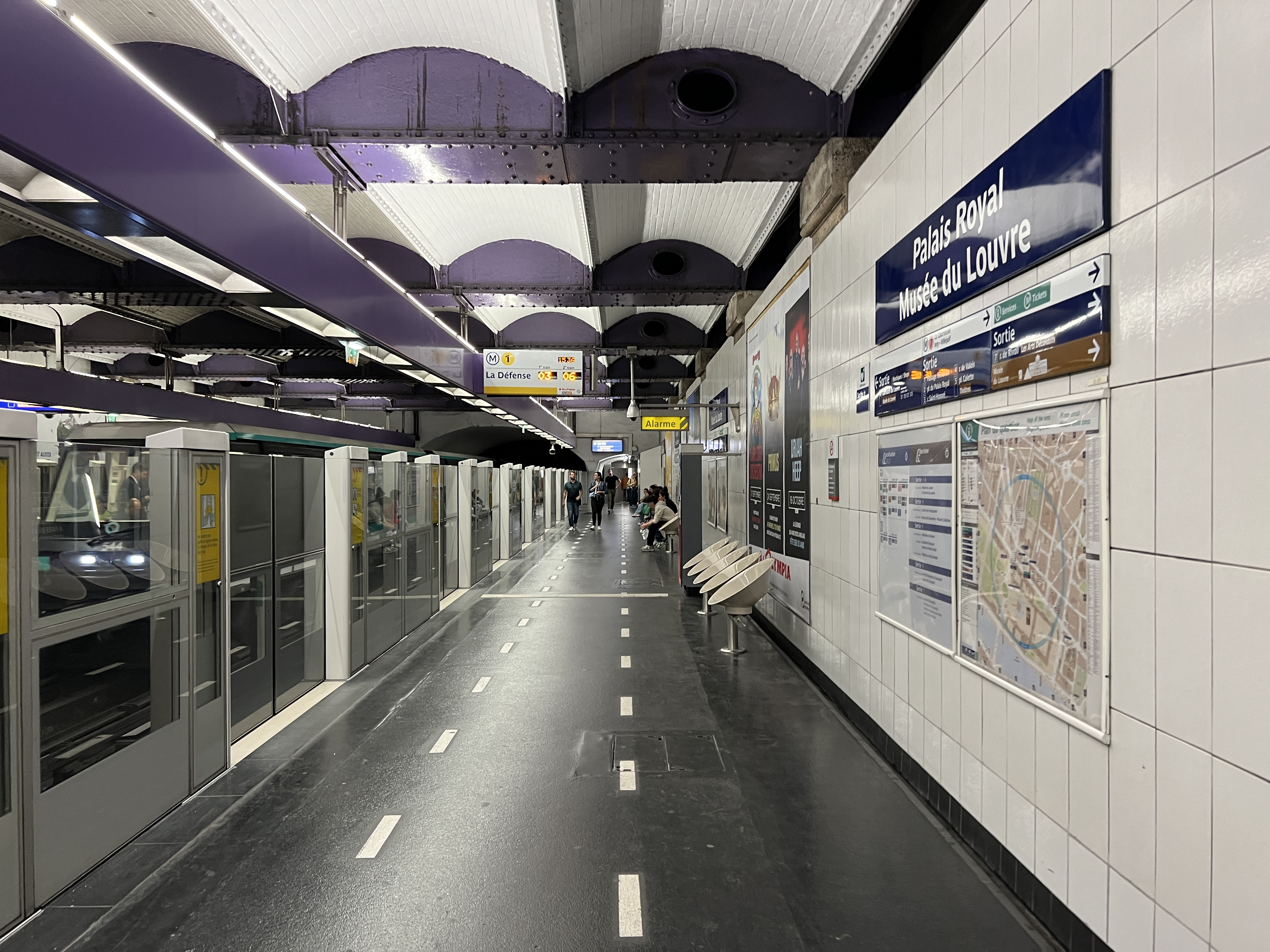
1號線月台 (2022年5月)

## 車站結構
| 街道      |                                  |                                            |
| B1        | 連接層                           |                                            |
| 1號線月台 | 設有月台幕門的側式月台，右側開門 | 設有月台幕門的側式月台，右側開門           |
| 1號線月台 | 西行                             | 往拉德芳斯（杜伊樂麗）                     |
| 1號線月台 | 東行                             | 往文森城堡（羅浮-里沃利）                  |
| 1號線月台 | 設有月台幕門的側式月台，右側開門 |                                            |
| 7號線月台 | 側式月台，右側開門               | 側式月台，右側開門                         |
| 7號線月台 | 南行                             | 往猶太城-路易·阿拉貢或伊夫里市政厅（新橋） |
| 7號線月台 | 北行                             | 往新庭-1945年5月8日（金字塔）              |
| 7號線月台 | 側式月台，右側開門               |                                            |

## 歷史
皇宫-卢浮宫博物馆原本稱為皇宮站，直到1989年才改稱為皇宫-卢浮宫博物馆站，因為當時在卢浮宫博物馆附近建造一個新的入口。

## 入口
- 1 卢浮宫
- 2 皇宫广场
- 3 里沃利路
- 4 瓦卢瓦路
- 5 梦游亭

## 附近
- 巴黎皇家宮殿
- 卢浮宫博物馆